# 3434 Hurless
3434 Hurless је астероид главног астероидног појаса са средњом удаљеношћу од Сунца која износи 2,639 астрономских јединица (АЈ).
Апсолутна магнитуда астероида је 13,0.